# Dayton (Nevada)
Dayton es un lugar designado por el censo ubicado en el condado de Lyon en el estado estadounidense de Nevada. En el año 2000 tenía una población de 5.907 habitantes y una densidad poblacional de 71,9 personas por km².
En la primavera de 1850 se encontró oro, estableciéndose en la zona los primeros mineros.
En Dayton se ubica la República de Molossia, una autoproclamada micronación y atractivo turístico local.

## Demografía
Según la Oficina del Censo en 2000 los ingresos medios por hogar en la localidad eran de $43.599, y los ingresos medios por familia eran $46.859. Los hombres tenían unos ingresos medios de $33.038 frente a los $26.140 para las mujeres. La renta per cápita para la localidad era de $18.417. Alrededor del 6,7% de la población estaban por debajo del umbral de pobreza.